# Surinam i olympiska sommarspelen 2000
Surinam deltog i de olympiska sommarspelen 2000 med en trupp bestående av fyra deltagare, två män och två kvinnor, men ingen av landets deltagare erövrade någon medalj.

## Friidrott
Herrarnas 100 meter
- Guillermo Dongo
  - Omgång 1 — 11.1 (gick inte vidare)

Damernas 800 meter
- Letitia Vriesde
  - Omgång 1 — 02:02.09 (gick inte vidare)